# Apogee-Teleskop
Die Apogee-Teleskope sind massiv gebaute Linsenfernrohre, die in den ersten zwei Jahrzehnten der Raumfahrt vom Smithsonian Astrophysical Observatory und der Moonwatch-Organisation für die weltweite visuelle Beobachtung von Erdsatelliten eingesetzt wurden. Die visuelle Bahnbestimmung war vor allem für niedrig kreisende Satelliten, für Dämmerungs- und Reentry-Beobachtungen wichtig, wofür fotografische Kameras damals nicht geeignet waren.
Der englische Begriff apogee bedeutet Apogäum, der erdfernste Bahnpunkt eines um die Erde laufenden Satelliten.

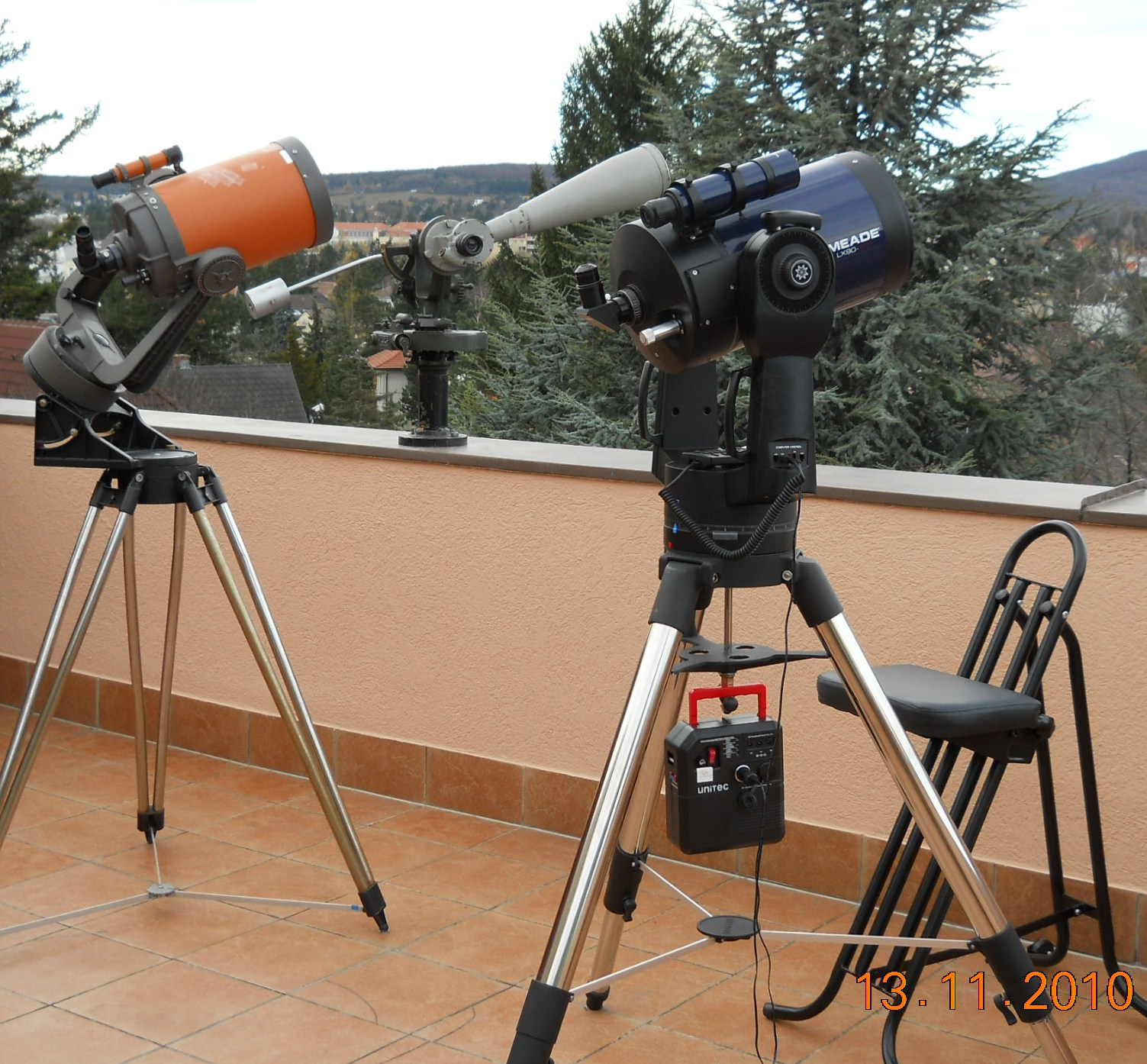
Ein Apogee-Teleskop (5 Zoll Öffnung) zwischen den Achtzöllern C8 und Meade; alle Teleskope sind parallel zu einem hellen Stern ausgerichtet.

Die Teleskope haben typisch 5 Zoll also 12,7 cm Öffnung und eine Brennweite von etwa 60 cm, was eine Lichtstärke von etwa 1:5 ergibt. Das meist verwendete Okular hat 20-fache Vergrößerung und ein mit geteiltem Fadennetz ausgestattetes Gesichtsfeld von etwa 3°, sodass auch sehr rasche, nicht genau vorherberechenbare Objekte beobachtbar sind.

## Montierung und Beobachtungsmethode
Anfangs wurden die Teleskope von Beobachtergruppen eingesetzt, von denen jeder einen kleinen, mit seinem Nachbarn überlappenden Ausschnitt des Himmels überwachte, wo ein Satellitendurchgang zu erwarten war (siehe Bild).

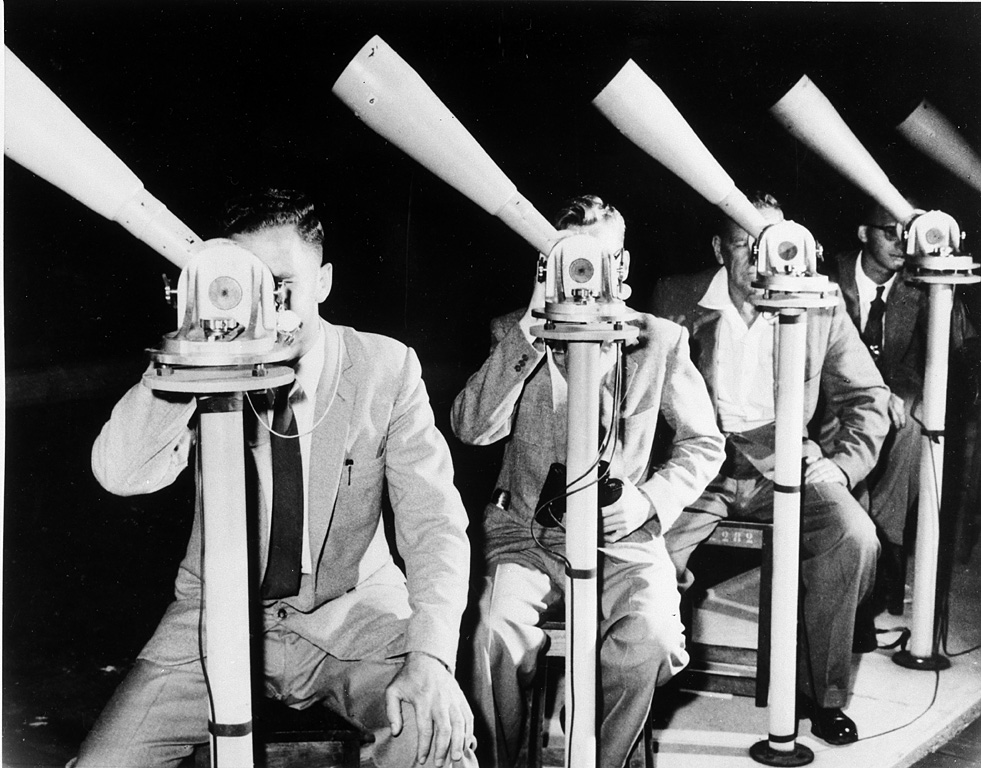
Moonwatch-Beobachtergruppe um 1958; jeder überwacht einen kleinen Ausschnitt des Himmels.

Als in den 1960er Jahren gute Bahndaten und Programme für Vorausberechnungen vorlagen, ging die Tätigkeit auf Einzelbeobachter über. Viele Teleskope erhielten schwere azimutale Montierungen aus Militärbeständen (Richtfernrohre für Panzer oder Artillerie). Sie waren mit Teilkreisen ausgestattet, die eine Ablesung von Azimut und Höhenwinkel auf etwa 1–2 Minuten erlaubten. Mit schnell nachführbarer Montierung konnte man Satelliten mit 1° pro Sekunde (400 km Bahnhöhe) folgen. Bei noch schnelleren (etwa knapp vor dem Wiedereintritt in die Atmosphäre) wartete man an vorausberechneten Stellen auf den Satelliten und schätzte seine Querung am Fadennetz.
Die Zeitmessung erfolgte mit einer guten Stoppuhr, angeschlossen an ein Zeitzeichen. Sie war etwa eine Zehntelsekunde genau, wenn die Reaktionszeit des Beobachters (etwa 0,2 – 0,3 s) berücksichtigt wurde.

## Nachnutzung bis heute
Die visuellen Beobachtungsprogramme endeten um 1975, die meisten der Teleskope verblieben jedoch bei den teilnehmenden Amateurbeobachtern. Die sehr lichtstarken Fernrohre eignen sich besonders für diffuse, schwache Himmelsobjekte wie Kometen oder galaktische Nebelflecken, doch wegen des relativ großen Gesichtsfeldes auch für ausgedehnte nahe Sternhaufen, die in einem größeren Teleskop nur ausschnittshaft zu sehen wären.
Auf manchen Sternwarten dienen die sehr robusten Apogees noch als Sucherfernrohre für sehr große Linsenteleskope. Sie wiegen etwa 15 kg und wurden in den 1950ern für militärische Zwecke gebaut, aber bald an die Satelliten-Organisationen weitergegeben.